# Lambert II av Gleichen
Lambert II av Gleichen, född på 1100-talet, död 14 september 1227, var en fogde och greve.

## Biografi
Lambert II av Gleichen var 1193 fogde i Erfurt och i Petersklostret i staden. Han avled 1227.

### Familj
Lambert var gift med Sofia av Orlamünde (död 1244), dotter till greve Sigfrid av Orlamünde. De fick tillsammans barnen riddaren greve Ernst IV av Gleichen och Henrik av Gleichen.